# Улица Панфёрова
У́лица Панфёрова — улица в Юго-Западном административном округе города Москвы на границе Гагаринского и Ломоносовского районов.
Являясь продолжением улицы Строителей, проходит от Ленинского проспекта на юго-восток до улицы Вавилова. По улице проходит граница Гагаринского и Ломоносовского районов. Нумерация домов начинается от Ленинского проспекта.

## История

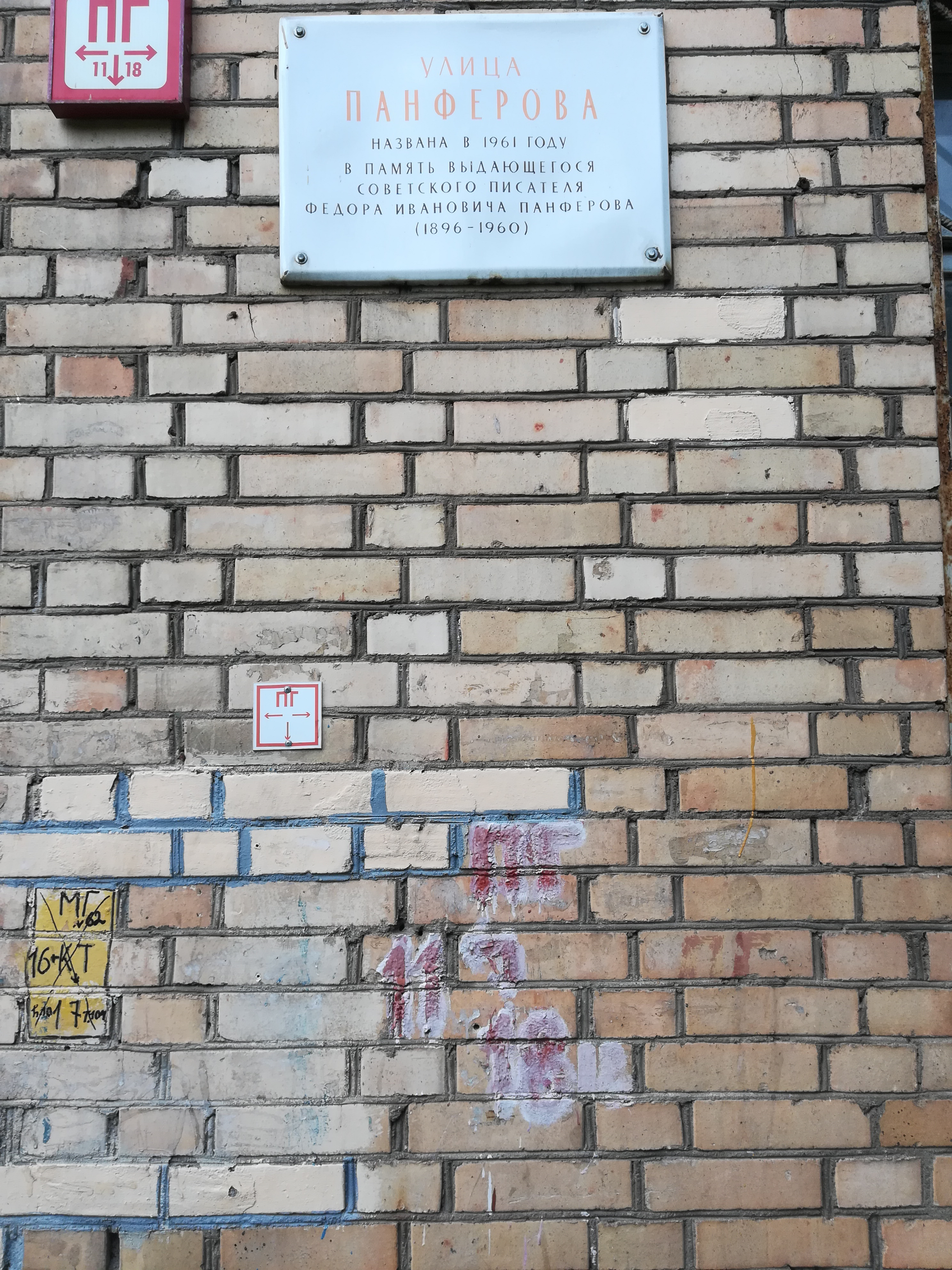
Мемориальная доска на д. 11

Улица получила своё название в 1961 году в память о писателе Ф. И. Панфёрове (1896—1960), с 1931 года занимавшем должность главного редактора журнала «Октябрь».

## Транспорт

### Автобус
По улице Панфёрова проходят автобусы 111, 845 и имеют там остановку «Улица Панфёрова, 4». У выхода улицы на Ленинский проспект расположены остановки автобусов 553, м1, м16, н11 «Улица Строителей»; вблизи улицы Панфёрова, на улице Строителей, расположена остановка автобусов 111, 113, 845 «Улица Строителей»; у юго-восточного конца, на улице Вавилова, — остановка автобусов 111, 153, 845, с5 «Улица Панфёрова».

### Метро
- Станция метро «Профсоюзная» Калужско-Рижской линии — юго-восточнее улицы, на пересечении Профсоюзной улицы и Ломоносовского проспекта.
- Станция метро «Университет» Сокольнической линии — северо-западнее улицы, на пересечении проспекта Вернадского и Ломоносовского проспекта.